# Gran Premi d'Europa del 2012
El Gran Premi d'Europa de Fórmula 1 de la temporada 2012 s'ha disputat al Circuit urbà de València, del 22 al 24 de juny del 2012.

## Resultats de la qualificació
| Pos                                   | No | Pilot              | Constructor           | Part 1      | Part 2   | Part 3   | Sortida |
| ------------------------------------- | -- | ------------------ | --------------------- | ----------- | -------- | -------- | ------- |
| 1                                     | 1  | Sebastian Vettel   | Red Bull-Renault      | 1:39.626    | 1:38.530 | 1:38.086 | 1       |
| 2                                     | 4  | Lewis Hamilton     | McLaren-Mercedes      | 1:39.169    | 1:38.616 | 1:38.410 | 2       |
| 3                                     | 18 | Pastor Maldonado   | Williams-Renault      | 1:38.825    | 1:38.570 | 1:38.475 | 3       |
| 4                                     | 10 | Romain Grosjean    | Lotus F1 Team-Renault | 1:39.530    | 1:38.489 | 1:38.505 | 4       |
| 5                                     | 9  | Kimi Räikkönen     | Lotus F1 Team-Renault | 1:39.464    | 1:38.531 | 1:38.513 | 5       |
| 6                                     | 8  | Nico Rosberg       | Mercedes GP           | 1:39.061    | 1:38.504 | 1:38.623 | 6       |
| 7                                     | 14 | Kamui Kobayashi    | Sauber-Ferrari        | 1:39.651    | 1:38.703 | 1:38.741 | 7       |
| 8                                     | 12 | Nico Hülkenberg    | Force India-Mercedes  | 1:39.009    | 1:38.689 | 1:38.752 | 8       |
| 9                                     | 3  | Jenson Button      | McLaren-Mercedes      | 1:39.622    | 1:38.563 | 1:38.801 | 9       |
| 10                                    | 11 | Paul di Resta      | Force India-Mercedes  | 1:38.858    | 1:38.519 | 1:38.992 | 10      |
| 11                                    | 5  | Fernando Alonso    | Ferrari               | 1:39.409    | 1:38.707 |          | 11      |
| 12                                    | 7  | Michael Schumacher | Mercedes GP           | 1:39.447    | 1:38.770 |          | 12      |
| 13                                    | 6  | Felipe Massa       | Ferrari               | 1:39.388    | 1:38.780 |          | 13      |
| 14                                    | 19 | Bruno Senna        | Williams-Renault      | 1:39.449    | 1:39.207 |          | 14      |
| 15                                    | 15 | Sergio Pérez       | Sauber-Ferrari        | 1:39.353    | 1:39.358 |          | 15      |
| 16                                    | 20 | Heikki Kovalainen  | Caterham-Renault      | 1:40.087    | 1:40.295 |          | 16      |
| 17                                    | 16 | Daniel Ricciardo   | Toro Rosso-Ferrari    | 1:39.924    | 1:40.358 |          | 17      |
| 18                                    | 17 | Jean-Éric Vergne   | Toro Rosso-Ferrari    | 1:40.203    |          |          | 18      |
| 19                                    | 2  | Mark Webber        | Red Bull-Renault      | 1:40.395    |          |          | 19      |
| 20                                    | 21 | Vitali Petrov      | Caterham-Renault      | 1:40.457    |          |          | 20      |
| 21                                    | 22 | Pedro de la Rosa   | HRT-Cosworth          | 1:42.171    |          |          | 21      |
| 22                                    | 23 | Narain Karthikeyan | HRT-Cosworth          | 1:42.527    |          |          | 22      |
| 23                                    | 25 | Charles Pic        | Marussia-Cosworth     | 1:42.675    |          |          | 23      |
| Temps per la regla del 107%: 1:45.742 |    |                    |                       |             |          |          |         |
| NVS1                                  | 24 | Timo Glock         | Marussia-Cosworth     | Sense temps |          |          | —       |
| Font:                                 |    |                    |                       |             |          |          |         |

Notes
^1  — Timo Glock no va participar en la qualificació per problemes estomacals i no va poder prendre part de la cursa.

## Resultats de la Cursa
| Pos   | No | Pilot              | Constructor           | Voltes | Temps / Retirada | Pos.Sortida | Punts |
| ----- | -- | ------------------ | --------------------- | ------ | ---------------- | ----------- | ----- |
| 1     | 5  | Fernando Alonso    | Ferrari               | 57     | 1h 44' 16. 649   | 11          | 25    |
| 2     | 9  | Kimi Räikkönen     | Lotus F1 Team-Renault | 57     | + 6.421 s        | 5           | 18    |
| 3     | 7  | Michael Schumacher | Mercedes GP           | 57     | + 12.639 s       | 12          | 15    |
| 4     | 2  | Mark Webber        | Red Bull-Renault      | 57     | + 13.628 s       | 19          | 12    |
| 5     | 12 | Nico Hülkenberg    | Force India-Mercedes  | 57     | + 19.993 s       | 8           | 10    |
| 6     | 8  | Nico Rosberg       | Mercedes GP           | 57     | + 21.176 s       | 6           | 8     |
| 7     | 11 | Paul di Resta      | Force India-Mercedes  | 57     | + 22.866 s       | 10          | 6     |
| 8     | 3  | Jenson Button      | McLaren-Mercedes      | 57     | + 24.653 s       | 9           | 4     |
| 9     | 15 | Sergio Pérez       | Sauber-Ferrari        | 57     | + 27.777 s       | 15          | 2     |
| 10    | 19 | Bruno Senna        | Williams-Renault      | 57     | + 35.961 s       | 14          | 1     |
| 11    | 16 | Daniel Ricciardo   | Toro Rosso-Ferrari    | 57     | + 37.041 s       | 17          |       |
| 12    | 18 | Pastor Maldonado   | Williams-Renault      | 57     | + 54.630 s1      | 3           |       |
| 13    | 21 | Vitali Petrov      | Caterham-Renault      | 57     | + 1' 15.871 min. | 20          |       |
| 14    | 20 | Heikki Kovalainen  | Caterham-Renault      | 57     | + 1' 34.654 min. | 16          |       |
| 15    | 25 | Charles Pic        | Marussia-Cosworth     | 57     | + 1' 36.551 min. | 23          |       |
| 16    | 6  | Felipe Massa       | Ferrari               | 56     | + 1 Volta        | 13          |       |
| 17    | 22 | Pedro de la Rosa   | HRT-Cosworth          | 56     | + 1 Volta        | 21          |       |
| 18    | 23 | Narain Karthikeyan | HRT-Cosworth          | 56     | + 1 Volta        | 22          |       |
| 19    | 4  | Lewis Hamilton     | McLaren-Mercedes      | 55     | Col·lisió        | 2           |       |
| Ret   | 10 | Romain Grosjean    | Lotus F1 Team-Renault | 40     | Alternador       | 4           |       |
| Ret   | 1  | Sebastian Vettel   | Red Bull-Renault      | 33     | Alternador       | 1           |       |
| Ret   | 14 | Kamui Kobayashi    | Sauber-Ferrari        | 33     | Col·lisió        | 7           |       |
| Ret   | 17 | Jean-Éric Vergne   | Toro Rosso-Ferrari    | 26     | Col·lisió        | 18          |       |
| NVS   | 24 | Timo Glock         | Marussia-Cosworth     | 0      | Malalt           |             |       |
| Font: |    |                    |                       |        |                  |             |       |

Notes
^1  — Maldonado ha estat penalitzat amb 20 segons per la seva col·lisió amb Hamilton a la penúltima volta. Aquesta penalització el fa baixar a la classificació final del 10è al 12è lloc.

## Classificació del mundial després de la cursa
| Pos | Pilot            | Punts |
| --- | ---------------- | ----- |
| 1   | Fernando Alonso  | 111   |
| 2   | Mark Webber      | 91    |
| 3   | Lewis Hamilton   | 88    |
| 4   | Sebastian Vettel | 85    |
| 5   | Nico Rosberg     | 75    |

| Pos | Constructor           | Punts |
| --- | --------------------- | ----- |
| 1   | Red Bull-Renault      | 176   |
| 2   | McLaren-Mercedes      | 137   |
| 3   | Lotus F1 Team-Renault | 126   |
| 4   | Ferrari               | 122   |
| 5   | Mercedes GP           | 92    |

- Nota: Només s'inclouen els 5 primers de cada classificació. Per veure-la completa aneu a Temporada 2012 de Fórmula 1

## Altres
- Pole: Sebastian Vettel 1' 38. 086

- Volta ràpida: Nico Rosberg 1' 42. 163 (a la volta 54)